# Kim Thúy

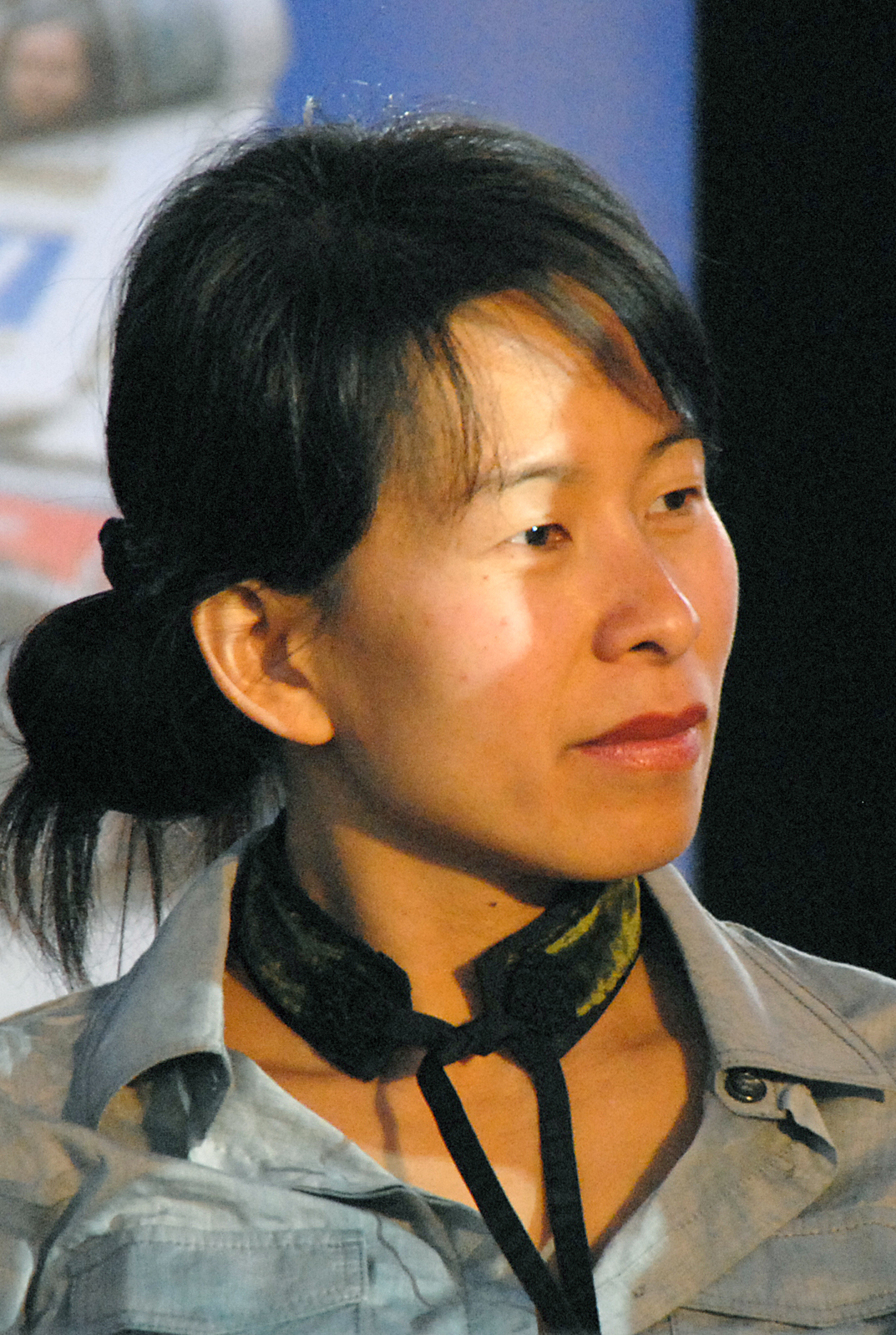
Kim Thúy (2010)

Kim Thúy (* 19. September 1968, Saigon, Vietnam) ist eine kanadische Schriftstellerin französischer Sprache.

## Leben
Kim Thúy verbrachte ihre ersten zehn Lebensjahre in Vietnam, bevor sie 1978 mit ihren Eltern und zwei Brüdern als boat people nach Kanada floh und sich in Montreal in der Provinz Québec niederließ. Hier begann Thúy ihre Studiengänge an der Université de Montréal in den Fächern Recht (Abschluss 1993) sowie in Sprachwissenschaften und Übersetzung, die sie 1990 abschloss. Sie arbeitete als Übersetzerin und Rechtsanwältin und war Gastronomin und Gastrokritikerin für Radio und Fernsehen.
Ihr erstes Buch Ru (2009) – der Titel bedeutet auf Vietnamesisch „Wiegenlied“ und auf Französisch „Bächlein“ – war ein internationaler Erfolg und brachte ihr zahlreiche Preise ein. Auf Deutsch erschien es in der Übersetzung von Andrea Alvermann und Brigitte Große unter dem Titel Der Klang der Fremde im Verlag Antje Kunstmann. In diesem assoziativ erzählten autobiografischen Werk schildert sie ihre Erlebnisse als Kind einer wohlhabenden Familie in Vietnam während der Tet-Offensive, die Vertreibung und Flucht, das Grauen in einem malaysischen Flüchtlingslager und schließlich ihre Ankunft im Wunderland Kanada, das sich dann doch nicht als ganz so wunderbar erwies. In einer sinnlichen, bildhaften Sprache stellt sie immer wieder die beiden Welten gegenüber, ohne Bitterkeit und mit viel Humor.
2011 veröffentlichte sie gemeinsam mit dem französisch-slowakisch-schweizerischen Autor Pascal Janovjak À toi. Das Werk ist das Ergebnis eines Gesprächs über sprachliche und kulturelle Grenzen hinweg – über das, was die Schönheit der Welt und die Verletzlichkeit der Menschen ausmacht.
2013 erschien Thúys Buch mãn in ihrem kanadischen Verlag „Libre Expression“. Es ist die autobiografisch gespeiste Liebesgeschichte einer Frau, zunächst zu den drei Frauen, die sie unter teils widrigen Umständen zur Welt gebracht, aufgenommen und erzogen haben, und schließlich zu dem Mann, den sie im kanadischen Schneegestöber kennenlernte.
Vi, 2016 erschienen, führt die große Erzählung, die mit Ru und Mãn begonnen hat, fort. Die autobiographisch inspirierte Heldin kehrt in offiziellem Auftrag aus Kanada nach Vietnam zurück, was viele Fragen aufwirft: „Was ist Heimat, was bedeutet Fremde, wie wird etwas Vertrautes fremd und das Fremde vertraut?“ Außerdem ist das Buch eine Meditation über die Liebe, deren verschiedene Arten es dekliniert, daher auch der Titel der deutschen Ausgabe: Die vielen Namen der Liebe.
Kim Thúy lebt mit ihrem Mann und zwei Kindern in Montreal.

## Auszeichnungen
2010
- Governor General’s Award for Fiction in French
- Prix des cinq continents de la francophonie
- Grand Prix der Buchmesse von Montreal
- Grand prix RTL-Lire, Pariser Buchmesse

2011
- Grand prix littéraire Archambault, für Ru
- Premio Mondello per la Multiculturalitá, für Riva (ital. Fass. von Ru)

2015
- Ordre national du Québec

2017
- Doctor honoris causa der Université de Concordia[1]

2024
- Mitglied der American Academy of Arts and Sciences

## Veröffentlichungen
- Der Klang der Fremde. Antje Kunstmann, München 2010, ISBN 978-3-88897-679-7 (Originaltitel: Ru. Übersetzt von Andrea Alvermann u. Brigitte Große).
  - als Hörbuch gelesen von Marit Beyer, BonneVoice Hörbuchverlag, München 2016, ISBN 978-3-945095-13-3.
- À toi. (zus. mit Pascal Janovjak). Libre Expression, Montreal 2011, ISBN 978-2-7648-0559-6 (französisch).
- Der Geschmack der Sehnsucht. Antje Kunstmann, München 2014, ISBN 978-3-88897-928-6 (Originaltitel: Mãn. Übersetzt von Andrea Alvermann u. Brigitte Große).
- Die vielen Namen der Liebe. Antje Kunstmann, München 2017, ISBN 978-3-95614-168-3 (Originaltitel: Vi. Übersetzt von Andrea Alvermann u. Brigitte Große).
- Hitomi. In: Jennifer Dummer (Hrsg.): Pareil, mais différent - Genauso, nur anders. Frankokanadische Erzählungen. dtv, München 2020, S. 196–208 (zweisprachig, übersetzt von Brigitte Große).
- Großer Bruder, kleine Schwester. Antje Kunstmann, München 2021, ISBN 978-3-95614-456-1 (Originaltitel: Em. Übersetzt von Brigitte Große).

## Notizen
1. ↑  in frz.

| Personendaten    | Personendaten                         |
| ---------------- | ------------------------------------- |
| NAME             | Thúy, Kim                             |
| KURZBESCHREIBUNG | kanadische Rechtsanwältin und Autorin |
| GEBURTSDATUM     | 19. September 1968                    |
| GEBURTSORT       | Saigon, Vietnam                       |